# Berlin vasútvonalainak listája

Németország tartományai

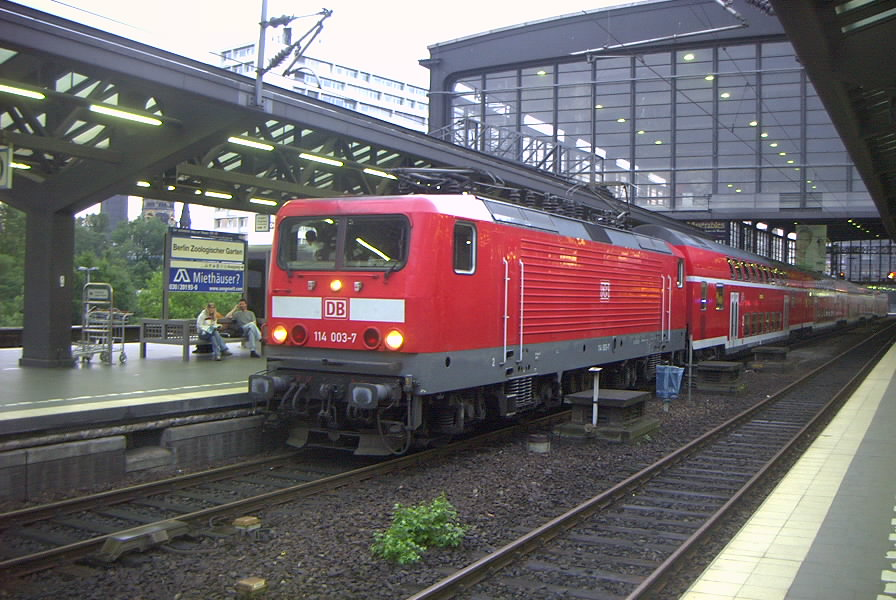
Emeletes ingavonat egy DB 114 sorozatú villamos mozdonnyal Berlin Zoologischer Garten állomáson Berlinben

Ez a lista Berlin vasútvonalait sorolja fel ábécé sorrendben. A lista nem teljes.

## Vasútvonalak
- Anhalter Vorort-vasút
- Berliner Außenring
- Verbindungsbahn Baumschulenweg–Neukölln
- Berlin–Halle-vasútvonal
- Berlin-Ostbahnhof–Kaulsdorf-vasútvonal
- Berlin–Szczecin-vasútvonal
- Berliner Nordbahn
- Berlini parkvasút
- Berlin–Drezda-vasútvonal
- Berlin–Görlitz-vasútvonal
- Berlin–Magdeburg-vasútvonal
- Berlin-Blankenheimer-vasútvonal
- Britzer Múzeumvasút
- Drehstrom-Versuchsstrecke Groß-Lichterfelde–Zehlendorf
- Berlin Frankfurter Allee–Berlin-Rummelsburg-vasútvonal
- Friedhofsbahn
- Güteraußenring
- Berlin–Hamburg nagysebességű vasútvonal
- Hannover–Berlin nagysebességű vasútvonal
- Heidekrautbahn
- Oberschöneweide iparvasút
- Kanonen vasút
- Kremmener vasút
- Berlin-Lehrter-vasútvonal
- Königlich Preußische Militär-vasútvonal
- Neukölln-Mittenwalder-vasútvonal
- Niederschlesisch-Märkische-vasútvonal
- Nord-Süd-alagút
- Nord-Süd-Fern-vasútvonal
- Ost-West-S-Bahn
- Preußische Ostbahn
- Berliner Ringbahn
- Zweigbahn Schöneweide–Spindlersfeld
- Siemensbahn
- Spandauer Vorortbahn
- Berliner Stadtbahn
- Südringspitzkehre
- Tegel–Friedrichsfelde iparvasút
- Berliner Verbindungsbahn
- Wannseebahn
- Wriezener-vasút
- Zehlendorfer-vasútvonal